# Lócrida

Mapa de Grecia central con algunas de las principales ciudades de la antigua Lócride.

Lócrida o Lócride (en griego antiguo: Λοκρίς, Locrís) era una región de la antigua Grecia central que se encontraba en la zona costera continental, extendiéndose por un lado desde las Termópilas a Larimna, y por otro, al norte del golfo de Corinto. 
Al menos desde la época clásica, estaba divida en dos territorios, uno de ellos a su vez subdividido en otros dos: 
- Lócrida oriental, contigua a Beocia, se extendía a lo largo del golfo de Eubea. Estaba dividida, con Dafnunte como punto de inflexión, entre:
  - Lócrida Epicnemidia, llamada así por el monte Cnemis, y
  - Lócrida Opuntia, cuya principal ciudad era Opunte.[1]
- Lócrida occidental o Lócrida Ozolia («fétida», por los pantanos que allí había), en la costa norte del golfo de Corinto, entre Naupacto y Crisa, y también penetrando hacia el interior por el valle de Anfisa.

Estos territorios habitados por locrios estaban separados por pueblos distintos que ocupaban dos regiones intermedias: la Dórida y la Fócida, posiblemente como resultado de la invasión dórica hacia el siglo XII a. C., aunque, según Estrabón y Plutarco, esto era debido a que los locrios de la zona oriental habían llevado colonos al territorio occidental. El caso es que Homero menciona a los locrios de la zona oriental pero no a los locrios ozolos. La primera mención de estos locrios ozolos en las fuentes antiguas es en relación con la guerra del Peloponeso. Esta separación en dos territorios distintos, junto con la esterilidad del suelo, generó un estado permanente de alarma ante las actitudes beligerantes y dominativas de los pueblos fronterizos.
En el siglo VII a. C. fue fundada la ciudad de Locros (o Locros Epicefirios), en Italia meridional, por colonos locrios, dando lugar a la región calabresa de Locride.

## Mitología
Según la mitología griega, Áyax de Oileo, rey de Lócrida, murió durante una violenta tempestad que la diosa Atenea pidió a Zeus para destruir sus naves. Según Apolodoro, cuando Atenea lanzó un rayo que destruyó la nave de Áyax, este pudo salvarse gracias a una roca, pero a continuación Poseidón lo hizo caer de la roca con su tridente.